# Das Buschgespenst (Film)
Das Buschgespenst ist ein zweiteiliger Film des Fernsehens der DDR von der Regisseurin Vera Loebner, gedreht im Jahr 1986 im Erzgebirge. Die Mischung zwischen Drama, Kriminal- und Heimatfilm basiert in wesentlichen Teilen auf Die Sklaven der Arbeit, der zweiten Abteilung des Romans Der verlorene Sohn von Karl May. Der Titel wurde von der bearbeiteten Fassung Das Buschgespenst (Band 64 der Gesammelten Werke) übernommen. Es war die erste Verfilmung eines May-Romans in der DDR.

## Handlung
Im Grenzdorf Hohenthal im sächsischen Erzgebirge herrscht im 19. Jahrhundert tiefe Armut. Die Männer finden ihr Auskommen als Bergleute oder Weber; einige gehen der Wilderei nach oder der Pascherei, dem Warenschmuggel über die Grenze nach Böhmen, so auch eine Schmugglerbande um das berüchtigte „Buschgespenst“, dessen wahre Identität unbekannt ist. An einem Wintertag kommt ein wohlhabender Fremder in das Dorf, Franz Arndt, der bei Förster Wunderlich Quartier nimmt und sich mit ihm anfreundet. Er gibt sich als früherer Förster zu erkennen, der zwanzig Jahren zuvor wegen Brandstiftung am Försterhaus und wegen Mordes an seinem Sohn – unschuldig – verurteilt worden war, aus der Haft fliehen konnte und in Alaska zu Geld gekommen ist. Er sucht seine Ehefrau, die ihn durch ihre Falschaussage ins Gefängnis gebracht hatte. Als mildtätiger „Fürst des Elends“ hilft er Bedürftigen mit Geldspenden.
Die reiche Kaufmannsfamilie Seidelmann, bestehend aus der in der Öffentlichkeit stets verschleierten Frau Seidelmann und ihrem Sohn Fritz, lässt im Verlagssystem Tuchware von Webern in Heimarbeit herstellen. Im Geheimen organisieren die geldgierigen und durchtriebenen Seidelmanns Schmuggeltransporte; Fritz ist das Buschgespenst. Arndt erkennt in der Verschleierten seine betrügerische Ehefrau wieder. – Der arme Weber Eduard liebt die Weberstochter Angelika („Engelchen“), doch auch Fritz wirbt um sie. Er lädt Angelika zum Maskenball des vornehmen Herrenclubs ein. Durch einen Drohbrief, den Eduard leichtsinnig als Buschgespenst unterzeichnet, kommt der junge Weber an ein Kostüm für den Ball. Abseits der Veranstaltung versucht Fritz, sich Angelika gefügig zu machen, was Eduard verhindern kann.
Ein Grenzer-Leutnant wird vom Buschgespenst erschossen. Arndt sucht mit der Hilfe seines Freundes Wunderlich nach dem Täter. Dabei verkleidet er sich als alter Mann, altes Weib, Gendarm und Förster. Er kann den Schmuggler-Code entschlüsseln. Als böhmischer Kaufmann, der eine wertvolle Pascherei-Lieferung in Auftrag geben will, stellt er Fritz eine Falle. Fritz seinerseits spinnt eine Intrige, um seinen Nebenbuhler Eduard als Pascher dastehen zu lassen, und übergibt Eduards Brief an den Staatsanwalt, der den Weber daraufhin als vermeintliches Buschgespenst festnehmen lässt. Auch Angelika wird als „Geliebte des Buschgespenstes“ verhaftet. Damit endet der erste Teil des Filmes.
Im zweiten Teil können Eduard und später auch Angelika mit Arndts Hilfe aus dem Gefängnis befreit werden. Frau Seidelmann nutzt die Verliebtheit des Staatsanwalts aus, um an die Einsatzpläne der Grenzer zu gelangen. Arndt findet heraus, dass seine Frau und ihr Komplize, der Leichengräber, vor zwanzig Jahren ein anderes, wenige Tage vorher verstorbenes Kind anstelle seines Sohnes im alten Forsthaus abgelegt hatten, um ihm einen Mord anhängen zu können, und konfrontiert seine Frau damit. Sie versucht vergeblich, Arndt zu töten. – Ihrer beider Sohn ist noch am Leben. Es ist Fritz, zugleich ist er aber auch das Buschgespenst, ein Schmuggler und Mörder. Und er ist in Arndts Falle getappt. Die Pascher werden beim Schmuggeln erwischt und verhaftet. Wunderlich bringt es jedoch nicht übers Herz, auf Arndts Sohn zu schießen, der fliehen kann. Sie verfolgen Fritz durch einen Bergwerksstollen. Als er Sprengstoff anwendet, um die Verfolger abzuschütteln, stürzt der Stollen ein, und Fritz wird tödlich verletzt. Seine Mutter vergiftet ihren Mitwisser, den Leichengräber, und flieht auf einem Pferdeschlitten, wird aber von Arndt und Wunderlich verfolgt und gestellt. Sie entgeht der Verhaftung, indem sie sich erschießt, versieht zuvor jedoch – als letzte böse Tat – eine Zither mit Sprengstoff und einem Zeitzünder, die Wunderlich kurz vor der Explosion noch rechtzeitig wegwerfen kann.

## Zusatzinformationen

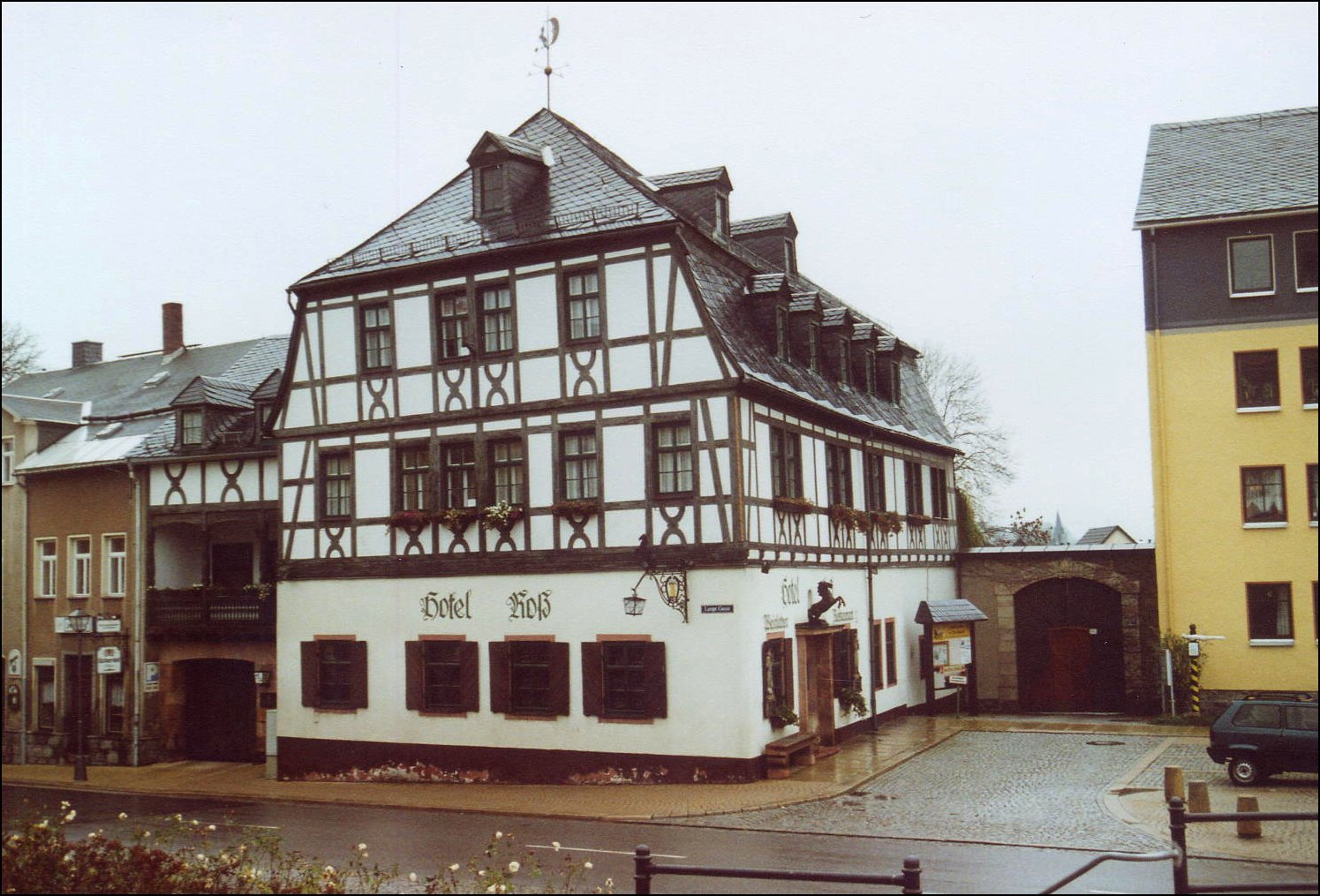
Einer der Drehorte: Hotel „Roß“ am Markt, im Film „Gasthof Zur Sonne“

Die Erstausstrahlung des 1. Teiles erfolgte am 26. Dezember 1986 im 1. Programm des Fernsehens der DDR. Der zweite Teil folgte am 28. Dezember 1986.
Einer der Drehorte für Außenaufnahmen war Zwönitz (Hotel „Roß“ am Markt, 1537 erbaut). Im Film hieß dieses Haus „Gasthof Zur Sonne“. In Zwönitz wurde auch in der Papiermühle, heute technisches Museum und Gasthof „Zur alten Mühle“, gedreht. Ein weiterer Drehort war die Baldauf-Villa in Marienberg. Hier fand am 28. August 2015 die Premiere des nach dem gleichnamigen Film entstandenen Theaterstückes Das Buschgespenst statt.
Der Film bot Paraderollen für Rolf Ludwig und Kurt Böwe. Insbesondere Ludwig schlüpfte als Arndt in verschiedene Kostüme und konnte durch die Darstellung unterschiedlicher Charaktere (Kaufmann, Invalide, alte Frau, Grenzgendarm, Kirchenbeamter, Bettelmann, Förster und Kellner) wiederum seine enorme Wandlungsfähigkeit unter Beweis stellen. Seine Aussage im Film, dass er schon immer einmal Schauspieler an einem deutschen Theater werden wollte, war eine augenzwinkernde Anspielung auf die gleichnamige Wirkungsstätte von Ludwig und Böwe in Berlin.
In der Dorfkneipe, deren Wirt von Fred Delmare gespielt wird, hängt ein Bild von Karl May. Beim Hinausgehen bemerkt der Förster Staub auf dem Bild und sagt: „Das hat er nicht verdient“.
Das im Erzgebirge bekannte Volkslied Wu da Wälder hamlich rausch’n (1905, geschrieben vom Volksdichter Anton Günther) ist immer wieder instrumental (Zither) zu hören und in die Filmmusik eingearbeitet. 
Zu Anfang der Schlittenszene (Fritz Seidelmann erlag gerade seinen Verletzungen) sieht man am Laternenpfahl ein modernes Verkehrszeichen (rund, Ansicht der Rückseite) hängen. 
Das DDR-Fernsehen ließ sich aufgrund des höheren Bekanntheitsgrades den Titel und die Bezeichnung „Buschgespenst“ vom Karl-May-Verlag in Bamberg (dessen Erfindung dies war) lizenzieren. Zu Beginn der Dreharbeiten wurde aber noch der von May stammende Begriff „Waldkönig“ verwendet, wie man an der notwendigen Nachsynchronisation einiger Szenen (die ansonsten im Originalton sind) und den gut erkennbaren Lippenbewegungen sehen kann.

## Kritik
„Das Buschgespenst ist eine Mischung aus Krimi und Heimatfilm. Die Verfilmung wurde sehr aufwendig, liebevoll und spannend produziert. Auch die Musik trägt sehr zur stimmigen Gesamtwirkung bei.“